# Ханеево
Ханеево — опустевшая деревня в Удомельском городском округе Тверской области.

## География
Деревня находится в северной части Тверской области на расстоянии приблизительно 20 км на северо-восток по прямой от железнодорожного вокзала города Удомля на юго-западном берегу озера Кезадра.

## История
Деревня была известна с 1859 года, когда была владением помещика Шихонского. Здесь было учтено дворов (хозяйств) 6 (1859 год), 17 (1886), 15 (1911), 15 (1958), 1 (1986), 1 (2000). В советский период истории здесь действовали колхозы «Красная Кезадра», им. Калинина, «Мир» и совхоз «Куровский». До 2015 года входила в состав Куровского сельского поселения до упразднения последнего. С 2015 года в составе Удомельского городского округа. По состоянию на 2020 год опустела.

## Население
Численность населения: 66 человек (1859 год), 109 (1886), 79 (1911), 39(1958), 2 (1986), 3 (русские 100 %) в 2002 году, 1 в 2010.